# Swerzenhuntare
Die Swerzenhuntare, auch Swerza, war eine Huntare bzw. Gaugrafschaft in Schwaben in etwa auf dem Gebiet des heutigen Landkreises Reutlingen.

## Geschichte
Die Swerzenhuntare wird 854 erstmals als pagellus Swercenhuntare genannt, der Name bezieht sich wohl auf die Cent eines Swerzo. 1122 wird sie comitatus Alpium oder pagus ufen Albe genannt, 1309 und 1329 Algew: Dieser Name ist heute nur noch für das Allgäu üblich, bezog sich jedoch ursprünglich auf alle Gaugrafschaften »auf der Alb«. Die Swerzenhuntare war Teil der großen Baar, der Albuinbaar. Später wurden die Grafen von Berg-Wartstein Herrscher über das Gebiet.

## Orte
Historisch werden die Orte Erfstetim, Chrezzingun, Muliheim, Wilzinga, Polstetin (abgegangen bei Hayingen), Muntinga, Stetiheim, Stiuzringa, Heiginga, Wilzinga, Alemuntinga, ŭrspringe, Schalklingen, Ehingen, Frankenhofen, Schilteburc und Egerdin genannt. Der Ort Schwörzkirch zählte wohl auch zu der Swerzahuntare. Egerdin ist abgegangen und war wohl eine Dingstätte bei Mundingen.

## Grafen
Als Grafen werden (neben weiteren) die drei Alaholfinger Hamming (817), Chazo (854) und Gotefrid genannt.

## Umliegende Huntare
Umliegende Huntare waren südlich die Ruadoltshuntare, im Westen Assa, und im Norden die Muntrichshuntare.